# Bawolec
Bawolec (Alcelaphus) – rodzaj dużych ssaków z podrodziny antylop (Antilopinae) w obrębie rodziny wołowatych (Bovidae), afrykański kopytny opisany naukowo przez niemieckiego zoologa Pallasa w 1766. Różni autorzy wymieniają różne liczby gatunków, w obrębie których wyróżnia się 8 podgatunków. W kłębie osiąga 1 m wysokości, długość głowy i tułowia leży w przedziale 200–250 cm, masa zaś między 100 a 200 kg. Zwierzę ma szczególnie wydłużone czoło i dziwacznie ukształtowane rogi, krótką szyję i ostro zakończone uszy. Niezwykle długie kończyny zdobią czarne znaczenia. Futro jest krótkie, błyszczące, o barwie zależnej od podgatunku – od piaskowego brązu u bawolców zachodnich do czekoladowego brązu u bawolców etiopskich. Natomiast u wszystkich podgatunków obie płcie posiadają rogi, choć samice nieco smuklejsze. Rogi mogą dorastać 45–70 cm długości. Oprócz wydłużonej twarzy bawolce wyróżniają się spośród swych krewnych dużą klatką piersiową i ostro opadającym grzbietem.
Zwierzę żyje w stadach liczących od 20 do 300 sztuk. Zachowuje czujność, nie przejawia agresji. Odżywia się głównie trawą. Rozród trwa cały rok z jednym bądź dwoma szczytami, co zależy od podgatunku i czynników lokalnych. Samce i samice osiągają dojrzałość płciową w wieku od roku do dwóch lat. Ciąża trwa 8–9 miesięcy, po czym rodzi się pojedyncze młode. Szczyt urodzeń przypada zwykle na porę deszczową. Długość życia wynosi od 11 do 20 lat na wolności i do 19 lat w niewoli.
Zamieszkując suche sawanny i porosłe drzewami obszary trawiaste, bawolce często po opadach deszczu przemieszczają się do bardziej suchych miejsc. Zaobserwowano je na górze Kenia, gdzie występuje na wysokościach do 4000 m nad poziomem morza. Niegdyś były szeroko rozprzestrzenione w Afryce, ale populacje doznały drastycznego spadku liczebności wskutek zniszczenia środowiska naturalnego, polowań, osadnictwa ludzkiego i konkurencji z trzodą o pokarm. Każdy z 8 podgatunków ma inny status. Podgatunek nominatywny (bawolec krowi) uznany został przez IUCN za wymarły w 1994. Liczebność bawolca rudego rośnie, natomiast erytrejskiego, krytycznie zagrożonego wyginięciem – spada. Bawolec wyginął w Algierii, Egipcie, Lesoto, Libii, Maroko, Somalii i Tunezji. Introdukowano go w Suazi i Zimbabwe. Jest popularną zwierzyną łowną z powodu bardzo cenionego mięsa.

## Etymologia
Nazwa anglojęzyczna hartebeest może pochodzić od przestarzałego wyrazu hertebeest oznaczającego to zwierzę w języku afrikaans. Nazwa ta jest złożeniem holenderskich słów hert (jeleń) i beest (bestia). Nazwę tę nadali Burowie, zwracając uwagę na podobieństwo zwierzęcia do jelenia. Słowa hartebeest w literaturze południowoafrykańskiej użył po raz pierwszy holenderski administrator kolonialny Jan van Riebeeck w piśmie Daghregister w 1660. Napisał: „Meester Pieter ein hart-beest geschooten hadde (Master Pieter [van Meerhoff] zastrzelił jednego bawolca)”. Inną nazwą na określenie tego zwierzęcia po angielsku jest kongoni z języka suahili. Nazwą tą często określa się jeden z podgatunków/gatunków bawolca: bawolca masajskiego.

### Etymologia nazw łacińskich
- Alcelaphus: zbitka wyrazowa nazw rodzajów: Alce Frisch, 1775 (łoś) oraz Elaphus C.H. Smith, 1827 (jeleń)[21].
- Bubalis: gr. βουβαλις boubalis, βουβαλιδος boubalidos ‘gatunek afrykańskiej antylopy’[22]. Gatunek typowy: Antilope buselaphus Pallas, 1766.
- Damalis: gr. δαμαλις damalis ‘młoda krowa, jałówka’[23]. Gatunek typowy: nie podany, później określony jako Antilope buselaphus Pallas, 1766.
- Acronotus: gr. ακρος akros ‘spiczasty, czybaty’, od ακη akē ‘punkt’; -νωτος -nōtos ‘-tyły, -grzbiety’, od νωτον nōton ‘tył, grzbiet’[24]. Gatunek typowy: Antilope buselaphus Pallas, 1766.
- Bubalus: łac. bubalus ‘bawół’, od gr. βουβαλος boubalos ‘bawół’[25]. Gatunek typowy: Buhalus mauretanicus Ogilby, 1837 (= Antilope buselaphus Pallas, 1766).
- Bosephalus: gr. βους bous, βοος boos ‘byk, wół’[26]; φαλος phalos ‘pałąk, róg hełmu’[27]. Gatunek typowy: 	Antilope caama É. Geoffroy Saint-Hilaire, 1803.
- Sigmoceros: gr. σιγμα sigma ‘litera Σ (S)’[28]; κερας keras, κερατος keratos ‘róg’[29]. Gatunek typowy: Antilope lichtensteinii Peters, 1849.

## Taksonomia
Jako gatunek bawolca krowiego określa się nazwą Alcelaphus buselaphus. Pierwszy opis gatunku wyszedł spod pióra niemieckiego zoologa Pallasa w 1766. Umieścił on go w rodzaju Alcelaphus (bawolec) oraz w rodzinie Bovidae (wołowate). W 1979 paleontolożka Elisabeth Vrba zaproponowała umieszczenie dzisiejszego bawolca esowatorogiego w oddzielnym rodzaju Sigmoceros. Przypuszczała, że jest blisko spokrewniony z gnu Connochaetes. Przeanalizowała cechy czaszek pewnych wymarłych i żyjących wołowatych, tworząc kladogram i argumentując, że szeroka czaszka łączy bawolca esowatorogiego i gnu. Jednak wniosku tego nie podzielił Alan W. Gentry z Muzeum Historii Naturalnej w Londynie, który sklasyfikował je jako oddzielny gatunek bawolca. Zoolodzy Jonathan Kingdon i Theodor Haltenorth uznali go z kolei za podgatunek bawolca krowiego. Vrba porzuciła tworzony przez siebie rodzaj po rewizji w 1997. Badania mitochondrialnego DNA nie dostarczyły żadnych argumentów za umieszczeniem bawolca esowatorogiego w oddzielnym rodzaju. Pokazały także monofiletyzm plemienia Alcelaphini (brak polskiej nazwy). Wykryły też bliskie pokrewieństwo między bawolcem a sasebi (Damaliscus) – rodzaje te łączy genetyka i morfologia.

### Podtaksony

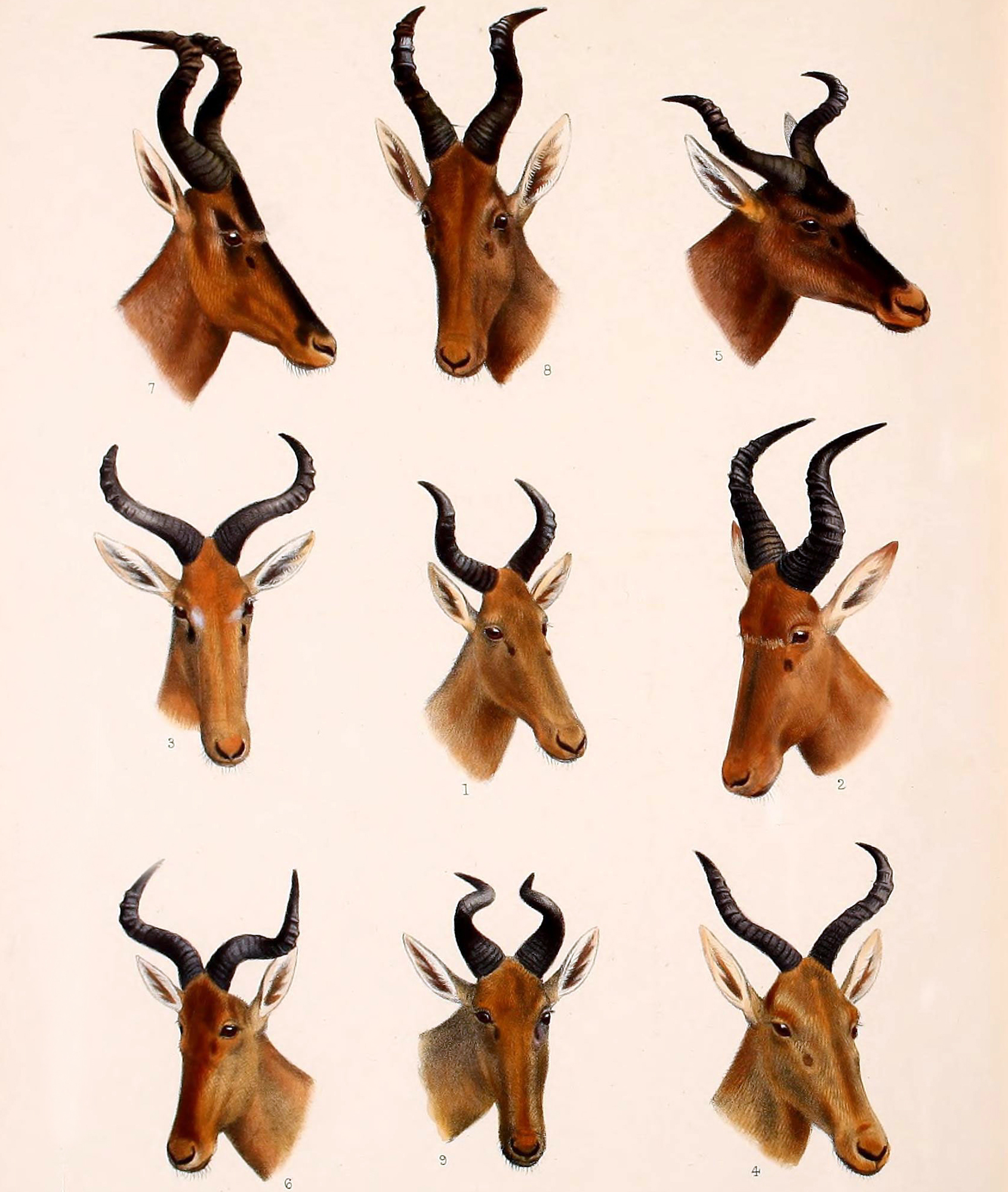
Podtaksony bawolca: bawolec krowi w środku, następnie zgodnie z ruchem wskazówek zegara z lewego górnego rogu: bawolec rudy, bawolec sawannowy, bawolec etiopski, bawolec zachodni, bawolec Alcelaphus lelwel x swaynei, bawolec esowatorogi, bawolec masajski i bawolec erytrejski (za Great and Small Game of Africa)

Wyróżnianych bywa 8 podgatunków, a niektóre z nich podnosi się do rangi osobnych gatunków (niekiedy tylko A. b. caama i A. b. lichtensteinii). Jednak badania genetyczne P. Arctandera z Uniwersytetu Kopenhaskiego i współpracowników dotyczące regionu kontrolnego w DNA mitochondrialnym wykazały, że wymienione dwa tworzą klad w obrębie A. buselaphus, wobec czego uznanie ich za odrębne gatunki uczyniłoby A. buselaphus parafiletycznym, a więc nienaturalnym. To samo badanie stwierdziło największą odrębność A. b. major, oddzielającego się od wspólnej linii przed podziałem na linie caama/lichtensteinii i drugą gałąź, z której powstały pozostałe współczesne podgatunki. Natomiast badanie filogenetyczne przeprowadzone w 2001 przez Øysteina Flagstada z Norweskiego Instytutu Badań Przyrodniczych w Trondheim i współpracowników i opierające się o analizę pętli D i cytochromu b pokazało, że linia południowa A. b. caama i A. lichtensteinii oddzieliła się najwcześniej. Badania budowy czaszki wsparły podział na 3 główne grupy: grupę taksonu nominatywnego A. b. buselaphus obejmującą też grupę A. b. major, grupę A. b. tora obejmującą A. b. cokii i A. b. swaynei oraz grupę A. b. lelwel. Inne badanie sekwencji pętli D i cytochromu b wykazało znaczne pokrewieństwo pomiędzy grupami A. b. lelwel i A. b. tora.
Polskie nazewnictwo ssaków świata jako osobne gatunki wyróżnia bawolca krowiego, rudego, masajskiego, sawannowego, esowatorogiego i erytrejskiego. Bawolca zachodniego i etiopskiego traktuje natomiast jako podgatunki bawolca krowiego.
Rodzaj w zależności od ujęcia systematycznego obejmuje 1 (A. buselaphus), 3 (A. buselaphus, A. caama i A. lichtensteinii) lub 8 gatunków (A. buselaphus, A. caama, A. cokii, A. lelwel, A. lichtensteinii, A. major, A. swaynei i A. tora):
- A. (a.) buselaphus (Pallas, 1766) – bawolec krowi – takson wymarły, przed wymarciem zasiedlał północną Afrykę od Maroka do Egiptu. Wyniszczono go w drugiej dekadzie XX wieku[44]. Uznany został za wymarły w 1994 przez IUCN[45][46].
- A. (a.) major (Blyth, 1869) – bawolec zachodni – niegdyś szeroko rozprzestrzeniony w Mali, Niger, Senegal, Gambii, Gwinei-Bissau, Gwinei, Wybrzeżu Kości Słoniowej, Ghanie, Nigerii, południowym zachodzie Czadu, Kamerunie, zachodnim RPA i Beninie. Obecnie występuje w znacznie mniejszej liczbie głównie na terenach chronionych w wymienionych państwach. Prawdopodobnie zniknął z terenu Gambii[44].
- A. (a.) lelwel (Heuglin, 1877) – bawolec sawannowy – w przeszłości spotykany na północy i północnym wschodzie Demokratycznej Republiki Konga, w południowo-wschodnim i północno-wschodnim Sudanie i na północno-zachodnim skraju Tanzanii[44]. Drastyczny spadek liczebności populacji od lat osiemdziesiątych XX wieku ograniczył zasięg występowania i obecnie większość osobników zamieszkuje obszary chronione[47].
- A. (a.) tora (J.E. Gray, 1873) – bawolec erytrejski – niegdyś zamieszkiwał północno-zachodnią Etiopię oraz zachodnią i południowo-zachodnią Erytreę[48]. Jego obecny status nie jest jasny, lokalnie obserwowano na tych obszarach niewielkie liczby sztuk[44].
- A. (a.) swaynei (P.L. Sclater, 1892) – bawolec etiopski – ograniczony do południowej Doliny Ryftowej w Etiopii. W przeszłości obserwowano go w całej Dolinie Ryftowej, a jego zasięg rozpościerał się na wschód aż do północnego zachodu Somalii. W tym ostatnim kraju zniknął do 1930[44]. Liczebność jego populacji jest bardzo niska i jeszcze spada[49].
- A. (a.) cokii (Günther, 1884) – bawolec masajski – ogranicza swój zasięg do Kenii i północy Tanzanii[44].
- A. (a.) lichtensteinii (Peters, 1849) – bawolec esowatorogi – zamieszkuje miombo na południu i wschodzie Afryki[50]. Występuje naturalnie w Angoli, Demokratycznej Republice Konga, Malawi, Mozambiku, RPA, Tanzanii, Zambii i Zimbabwe[51].
- A. (a.) caama (É. Geoffroy Saint-Hilaire, 1803) – bawolec rudy – zamieszkiwał południową Angolę, północne i wschodnie sawanny Namibii, środkową, południową i południowo-zachodnią Botswanę, Prowincję Przylądkową Północną, Prowincję Przylądkową Wschodnią, Prowincję Przylądkową Zachodnią, Wolne Państwo, Prowincję Północno-Zachodnią, Gauteng i KwaZulu-Natal w Republice Południowej Afryki. Obecnie wyginął na większości wymienionych obszarów z wyjątkiem Prowincji Przylądkowej Północnej, środkowej i południowo-zachodniej Botswany oraz Namibii. Największe reintrodukcje odbyły się w tych właśnie krajach[44]. Populacja tych bawolców wzrasta[52].

Opisano również taksony wymarłe w czasach prehistorycznych:
- Alcelaphus bubastis (Blaine, 1914)[53] – szczątki subfosylne znalezione w grobowcach podczas wykopalisk w Abadiyeh, niedaleko Kiny w Egipcie[53].

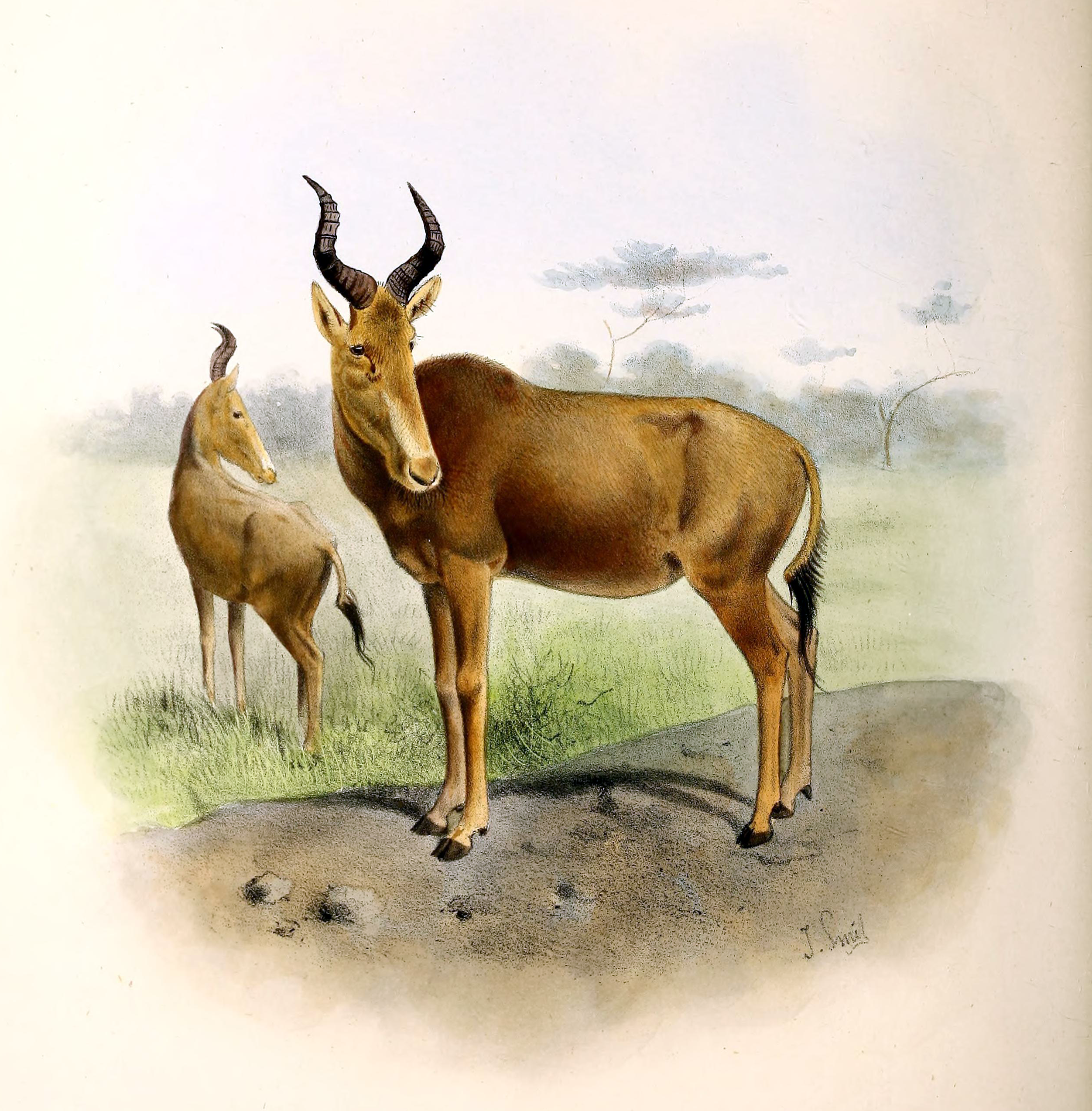
Bawolec krowi

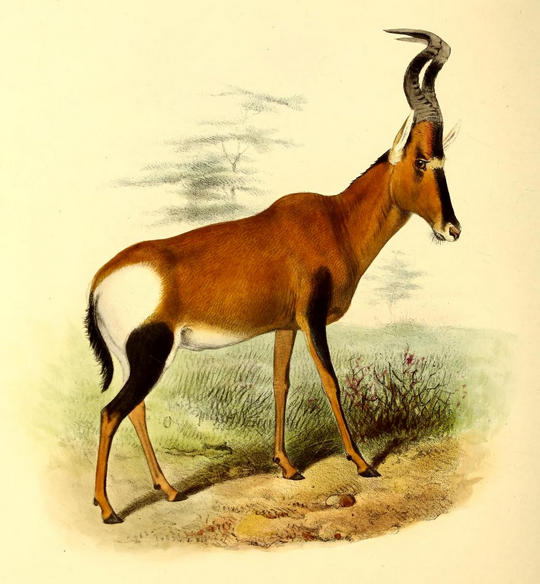
Bawolec rudy

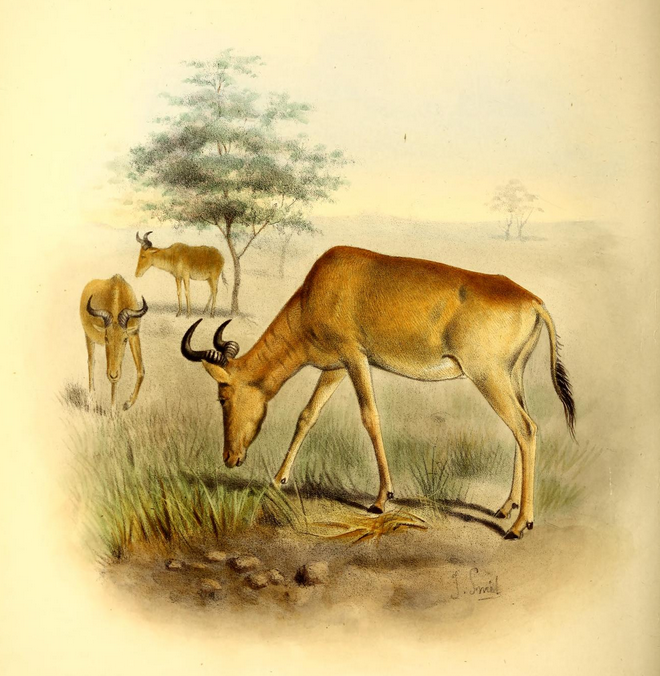
Bawolec masajski

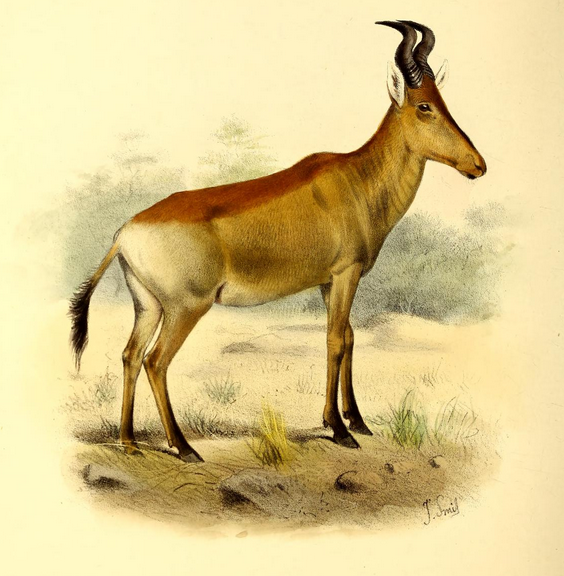
Bawolec esowatorogi

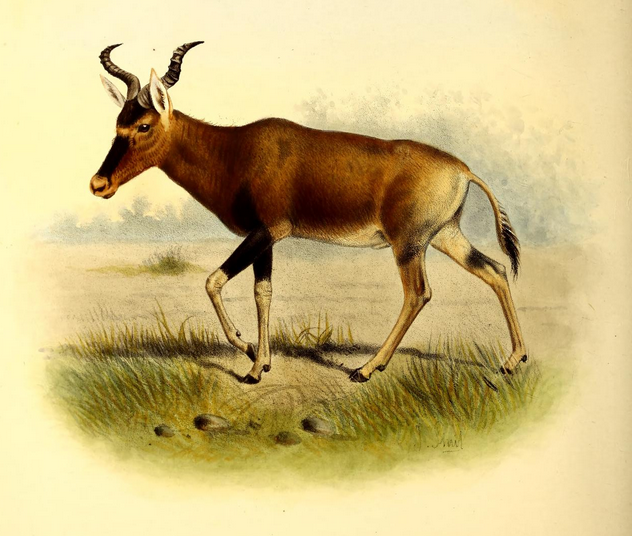
Bawolec etiopski

- Alcelaphus probubalis (Pomel, 1894)[54] – szczątki subfosylne znalezione w plejstoceńskich osadach w Aboukir, w Algerii[54].
- Alcelaphus robustus Cooke, 1949[55] – szczątki subfosylne znalezione w plejstoceńskich osadach nad rzeką Vaal w Południowej Afryce[55].

### Genetyka i krzyżówki
W 2000 zbadano dwie główne populacje bawolca etiopskiego, zamieszkujące Senkele Wildlife Sanctuary i Park Narodowy Nechisar, pod kątem zmienności DNA mitochondrialnego (pętla D) i jądrowego (mikrosatelitarnego) między populacjami i w obrębie podgatunku. Pomiędzy populacjami znaleziono znaczne różnice, ta z Senkele Wildlife Sanctuary wykazuje większe zróżnicowanie genetyczne, niż zamieszkująca Park Narodowy Nechisar National. Okazało się też, że przemieszczenie osobników z Senkele Wildlife Sanctuary w 1974 nie przyczyniło się zbytnio do wzbogacenia puli genowej populacji z Parku Narodowego Nechisar. Co więcej, populację bawolca etiopskiego porównano z większymi populacjami bawolca rudego i oba podgatunki okazały się prezentować duży stopień zmienności genetycznej. Badanie zalecało ochronę in situ bawolca etiopskiego i odnowienie wysiłków zmierzających do jego przemieszczenia w celu zachowania zmienności genetycznej i wzrostu populacji w obu obszarach chronionych.
Diploidalna liczba chromosomów bawolca wynosi 40. Krzyżówki odnotowywano na obszarach zachodzenia na siebie zasięgów dwóch podgatunków. Hybrydy pomiędzy bawolcem sawannowym i erytrejskim zaobserwowano na wschodzie Sudanu i na zachodzie Etiopii, od terenów na południu Nilu Błękitnego do około 9° N. Badanie potwierdziło niepłodność krzyżówki płci męskiej bawolca rudego i sasebiego przylądkowego, którą przypisuje się trudnościom w segregacji podczas mejozy skutkującej azoospermią i niską liczbą komórek generatywnych w kanalikach jąder.

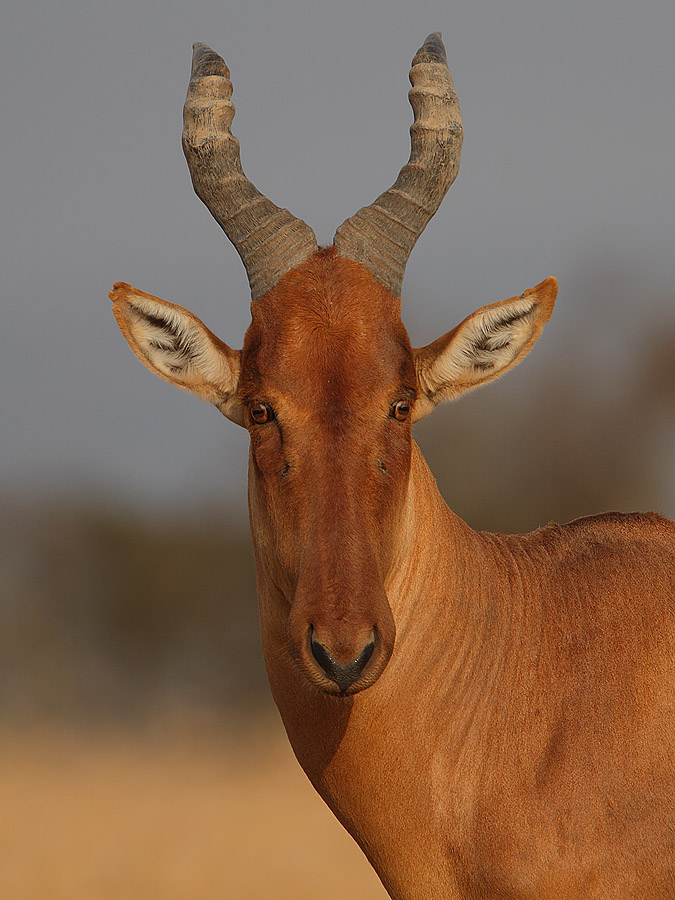
Bawolec sawannowy

Znane są trzy krzyżówki między podgatunkami:
- Alcelaphus lelwel x cokii – hybryda bawolców sawannowego i masajskiego[58]. Odróżnia się od bawolca masajskiego jaśniejszą barwą i większymi rozmiarami. Jest płowożółty z czerwonopłowymi górnymi częściami ciała. Głowę ma dłuższą, niż bawolec masajski. Obie płci noszą rogi, cięższe i dłuższe, niż u rodziców. Niegdyś występował przez wzgórza zachodniej Kenii, pomiędzy jeziorem Wiktorii i górą Kenia, obecnie uważa się go za ograniczonego do Lambwe Valley na południowym zachodzie kraju i Laikipii wraz z terenami przyległymi w zachodnio-środkowej Kenii[59][60].
- Alcelaphus lelwel x swaynei – którego anglojęzyczna nazwa honoruje podróżnika i myśliwego Neumanna[61], uważany za krzyżówkę pomiędzy bawolcami sawannowym i etiopskim[58]. Twarz ma dłuższą, niż u bawolca etiopskiego. Futro ma barwę złotego brązu, bledsze po stronie brzusznej. Broda zakończona czernią. Również na końcu ogona czarna kępka. U obu płci rogi dłuższe, niż u bawolca etiopskiego, rosnąc, tworzą szeroką literę V, a nie kształt nawiasów bawolca etiopskiego czy wąskie V bawolca sawannowego, zakrzywiają się do tyłu i nieco do środka. Zwierzę występuje w Etiopii, na niewielkim obszarze od terenów na wschód od rzeki Omo i północ od jeziora Turkana przez północny wschód jeziora Chew Bahir do okolicy jeziora Chamo[62].
- zwierzę zwane po angielsku Jackson’s hartebeest nie posiada wyjaśnionego statusu taksonomicznego. Uznaje się je za hybrydę pomiędzy bawolcami masajskim i sawannowym. African Antelope Database (1998) uznaje je za synonim bawolca sawannowego[44]. Osobniki pochodzące z obszaru od jeziora Baringo do Góry Kenia przypominają bawolca sawannowego, natomiast te znad Jeziora Wiktorii i południowej części Wielkich Rowów przypominają bardziej bawolca masajskiego[61].

## Ewolucja
Rodzaj bawolec (Alcelaphus) powstał około 4,4 miliona lat temu, wyodrębniając się z kladu obejmującego także Damalops, Numidocapra, Rabaticeras, Megalotragus, Oreonagor i gnu (Connochaetes). Analiza wzorców filogeograficznych w obrębie populacji bawolców umiejscowiła możliwe miejsce pochodzenia Alcelaphus na wschodzie Afryki.
Alcelaphus uległ szybkiej radiacji ewolucyjnej na sawannach afrykańskich, zastępując kilka wcześniejszych form, jak krewni hiroli okularowej. Flagstad i współpracownicy wykazali podział populacji bawolca na dwie odrębne linie około pół miliona lat temu (praca podaje wartość 495 ± 85 tysięcy lat). Jedna zajęła tereny na północ od równika, a druga – leżące na południe. Linia północna różnicowała się dalej w linie wschodnią i zachodnią, co zaszło około 389 ± 41 tysięcy lat temu. Najprawdopodobniej stanowi to rezultat rozprzestrzeniania się środkowoafrykańskich lasów deszczowych z kurczeniem się siedlisk sawannowych podczas globalnego ocieplenia. Linia wschodnia dała początek bawolcom masajskiemu, etiopskiemu, erytrejskiemu i sawannowemu. Z linii zachodniej wyewoluowały bawolce krowi i zachodni. Linia południowa przerodziła się w bawolce: rudego i esowatorogiego. Te dwa taksony są sobie filogenetycznie bliskie, rozdzieliły się przed 200 tysiącami lat. Stwierdzono, że główne zdarzenia ewolucji bawolców silnie wiążą się z czynnikami klimatycznymi, w tym wybuchy radiacji wśród stabilnych populacji w refugium na wschodzie Afryki. Było to kluczowe dla zrozumienia historii ewolucyjnej nie tylko bawolców, ale także innych ssaków afrykańskich sawann.
Kladogram z publikacji Flagstada et al, uproszczono:
| linia wschodnia | A. b. cokii, A. b. lelwel, A. b. swaynei, A. b. tora |
|                 | A. b. cokii, A. b. lelwel, A. b. swaynei, A. b. tora |
| linia zachodnia | A. b. major                                          |
|                 | A. b. major                                          |

|  | A. b. caama          |
|  |                      |
|  | A. b. lichtensteinii |
|  |                      |

Najwcześniejsze szczątki kopalne bawolca datuje się na 0,7 miliona lat (dokładniej 740 000 lat). Skamieliny bawolca rudego znaleziono w Elandsfontein w okolicy Cornelii i Florisbad w Południowej Afryce, jak też w Kabwe w Zambii. W Izraelu szczątki bawolca znaleziono na północy Pustyni Negew, Szefeli, Równinie Szaron i w Lakisz. Rzeczona populacja bawolca była pierwotnie ograniczona do terenów otwartych najbardziej wysuniętych na południe regionów południowego Lewantu. Prawdopodobnie polowano nań w Egipcie, co zmniejszyło jej liczebność w Lewancie i odłączyło od populacji afrykańskich.

## Budowa

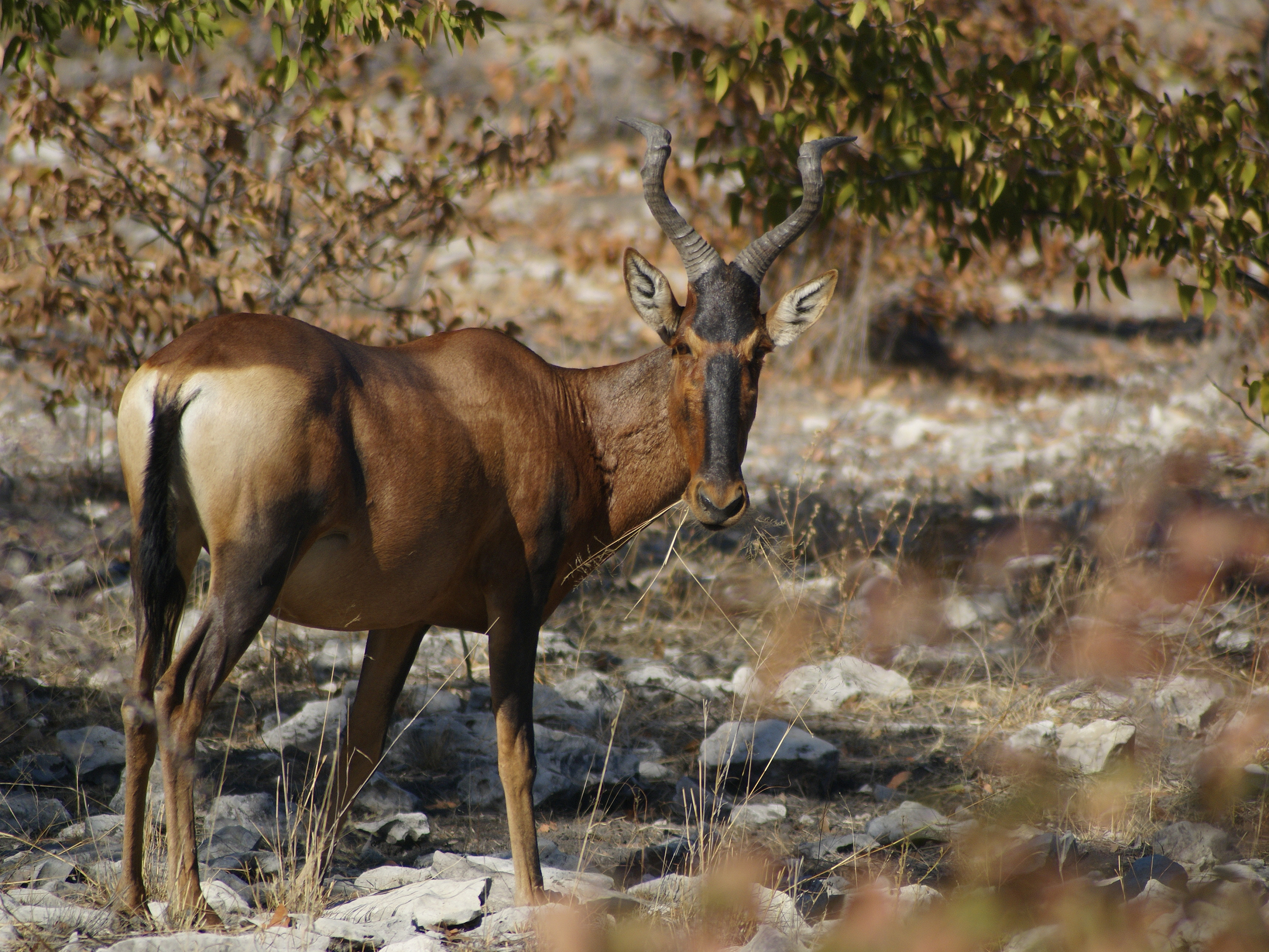
Bawolec rudy o ciemnej twarzy, czarnym ogonie, białych pośladkach i V-kształtnych rogach

Duży wołowaty o szczególnie wydłużonym czole i dziwacznie ukształtowanych rogach, osiąga w kłębie 1 m wysokości, jego typowa długość głowy i tułowia mieści się zaś w zakresie między 200 a 250 cm. Masa ciała wynosi między 100 a 200 kg. Ogon mierzy 40–60 cm, kończy się czarną kępką. Inne wyróżniające bawolca cechy obejmują jego długie kończyny, często z czarnymi znaczeniami, krótką szyję i zaostrzone uszy. Wykazano korelację wielkości bawolców z produktywnością siedliska i opadami deszczu. Największym podgatunkiem jest bawolec zachodni, cechujący się charakterystyczną białą linią między oczami. Bawolec rudy również jest duży. Ma czarne czoło z kontrastującym jasnym paskiem między oczami. Duży bawolec sawannowy ma ciemne paski na przedzie kończyn. Umiarkowanych rozmiarów bawolec masajski ma w porównaniu z innymi podgatunkami krótsze czoło i dłuższy ogon. Bawolec esowatorogi jest mniejszy, nosi na przedzie kończyn ciemne paski, jak bawolec sawannowy. Bawolec etiopski jest mniejszy od erytrejskiego, oba mają krótsze czoło i podobny wygląd.
Futro ogólnie opisuje się jako krótkie i błyszczące, jego barwa zależy od podgatunku. Bawolec zachodni jest bladopiaskowobrązowy z ciemniejszymi przednimi częściami kończyn. Bawolec rudy jest rudobrązowy z ciemną twarzą. Ciemne znaczenia widuje się na brodzie, z tyłu szyi, ramion, bioder i kończyn. Kontrastują one ostro z szerokimi białymi łatami zdobiącymi boki i dolne części pośladków. Bawolec sawannowy cechuje się barwą czerwonawej opalenizny. Bawolec masajski jest koloru czerwonawej opalenizny w górnej części ciała z względnie jaśniejszymi kończynami i zadem. Bawolec esowatorogi ma barwę czerwonawobrązową, jednak jego boki pokrywa kolor jasnej opalenizny, a zad jest białawy. Bawolec erytrejski jest ciemnoczerwonobrązowy w górnej części ciała, na twarzy, przednich kończynach i pośladkach, jednak tylko kończyny i brzuszna strona ciała są żółtawobiałe. Bawolec etiopski jest czekoladowobrązowy z drobnymi ciapkami barwy białej, będącymi właściwie białymi wierzchołkami włosów. Ma czarną twarz z czekoladową kreską poniżej oczu. Ramiona i proksymalne części kończyn są czarne. Włosy o drobnej teksturze mierzą około 25 mm długości. Występują gruczoły przedoczodołowe o centralnym przewodzie wyprowadzającym, wydzielające ciemny, lepki płyn u bawolców masajskiego i esowatorogiego, natomiast u bawolca sawannowego ich wydzielina jest bezbarwna.

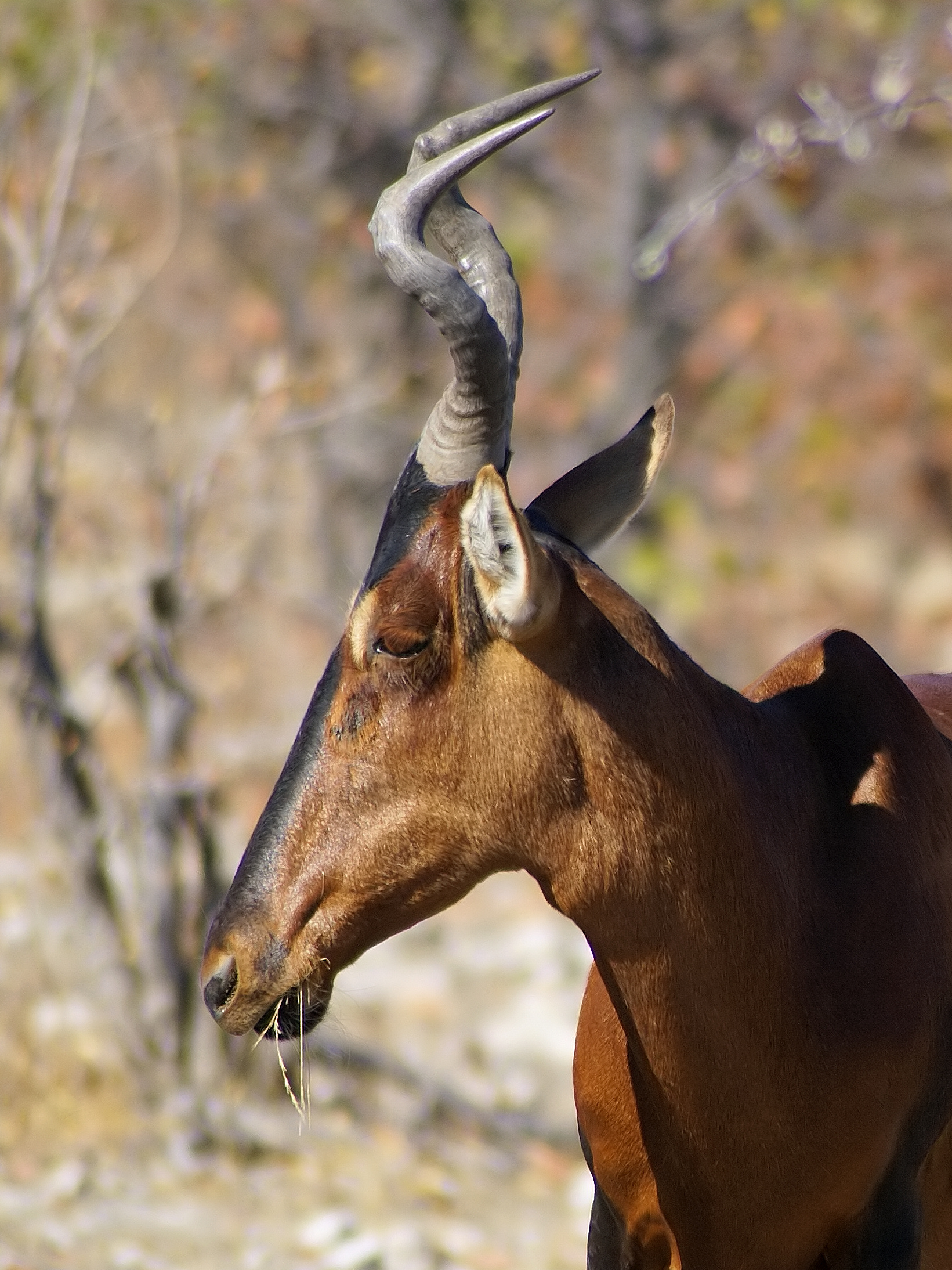
Zbliżenie pyska bawolca rudego

U obu płci wszystkich podgatunków występują rogi, u samic bardziej smukłe. Rogi mogą osiągać długość między 45 a 70 cm, maksymalną długość 74,9 cm odnotowano u bawolca rudego z Namibii. Rogi bawolca zachodniego są grube, przybierają kształt przypominający literę U przy patrzeniu z przodu, natomiast literę Z, gdy się je ogląda z boku, rosnące najpierw w tył, a potem do przodu, kończąc się ostrym zwrotem w tył. Rogi bawolców rudego i sawannowego są podobne do występujących u podgatunku zachodniego, jednak z przodu wydają się mieć kształt litery V. Bawolec esowatorogi ma grube, równolegle do siebie zaokrąglone rogi o płaskiej podstawie. Są one krótsze, niż u innych podgatunków, zakrzywiają się do góry i ostro do przodu, następnie zaś zwracają się do wewnątrz pod kątem około 45°, by w końcu zgiąć się ku tyłowi. Rogi bawolca erytrejskiego są szczególnie grube i rozstawione na boki, rozdzielając się bardziej, niż u innych podgatunków.
Niezależnie od długiej twarzy duża klatka piersiowa i ostro opadający grzbiet wyróżniają bawolca od innych wołowatych. Bawolce dzielą kilka fizycznych cech z sasebi (Damaliscus), jak wydłużona i wąska twarz, kształt rogów, tekstura i barwa futra oraz końcowa kępka włosów ogona. Gnu wykształciło bardziej wyspecjalizowaną czaszkę i rogi, niż bawolec. Alcephalus wykazuje nieznacznie wyrażony dymorfizm płciowy, obie płcie mają podobne masy ciała i obie noszą rogi. Stopień wspomnianego dymorfizmu różni się zależnie od podgatunku. Samce są o 8% cięższe od samic u bawolców etiopskiego czy esowatorogiego, o 23% zaś u bawolca rudego. Jedno badanie znalazło największy dymorfizm w masie czaszki. Inne badanie pokazało, że długość sezonu rozrodczego stanowi dobry predyktor dymorfizmu możdżeni i masy czaszki, a najlepszym – obwodu rogu.

## Ekologia i zachowanie
Aktywny głównie za dnia, bawolec pasie się wczesnym rankiem i późnym popołudniem. Około południa zaś odpoczywa w cieniu. Żyje w stadach liczących do 300 osobników. Większe ich liczby gromadzą się w miejscach obfitujących w trawy. W 1963 odnotowano zgromadzenie 10 000 zwierząt na równinach w okolicy Sekoma Pan w Botswanie. Jednak przemieszczające się stada nie są trwałe, często się rozpraszają. Członków stada podzielić można na 4 grupy: dorosłe, terytorialne samce, dorosłe samce nieterytorialne, młode samce oraz samice z młodymi. Samice tworzą grupki po 5-12 zwierząt, z 4 generacjami młodych w grupce. Samice walczą o dominację w stadzie. Często spotyka się walki pomiędzy samcami a samicami. W wieku trzech-czterech lat samce mogą próbować przejąć terytorium i samice. Rezydujący samiec broni swego terytorium i walczy, jeśli zostanie sprowokowany. Samiec oznacza granice terytorium poprzez defekację.

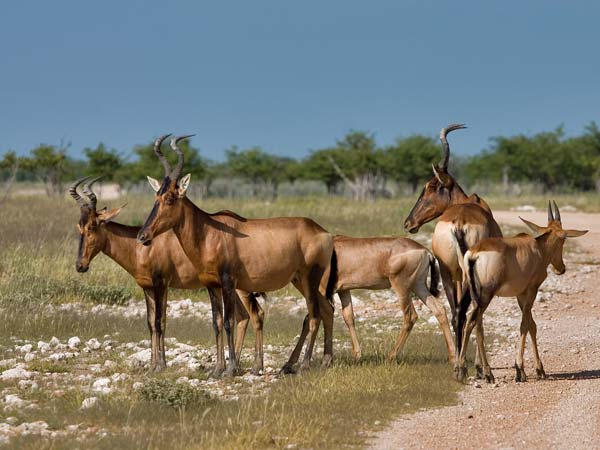
Stado bawolców

Bawolec wykazuje znaczną czujność i ostrożność. Ma dobrze rozwinięte mózgowie. Generalnie spokojnej natury, może być zażarty przy sprowokowaniu. Podczas żerowania jeden osobnik stoi na straży, wypatrując zagrożenia, często umiejscawiając się na kopcu termitów, by widzieć dalej. W razie niebezpieczeństwa całe stado ucieka, jedno zwierzę za drugim, po rozpoczęciu ucieczki przez jednego z osobników. Na dorosłe bawolce polują lew, lampart, hienowate i likaon pstry. Gepard grzywiasty i szakale polują na młode. Krokodyle również polują na bawolce.
Długie, cienkie kończyny bawolca umożliwiają mu szybką ucieczkę na otwartym terenie. Zaatakowany, używa swych potężnych rogów do odparcia drapieżnika. Podwyższona pozycja oczu umożliwia bawolcowi ciągłą inspekcję otoczenia, nawet podczas żerowania. Pysk pozwala na wyciągnięcie maksimum składników odżywczych nawet ze skromnej diety. Rogi wykorzystywane są także podczas walk samców o dominację w sezonie rozrodczym. Zwarcie się rogów wybrzmiewa głośno; słychać je z odległości setek metrów. Początek walki zaznaczają serie ruchów głów i postaw, jak też pozostawianie odchodów. Oponenci wspinają się na kolana, opierają się na nich i po młotowatym uderzeniu rozpoczynają walkę, blokując się rogami. Każdy próbuje odrzucić w bok głowę swego wroga, by dźgnąć jego szyję i barki rogami. Walka rzadko jest poważna, ale jeśli już, to może skończyć się zgonem.
Jak sasebi, bawolec wydaje z siebie ciche kwaknięcia i pochrząkiwania. Osobniki młode mają większą tendencję do wydawania dźwięków, niż dorosłe. Kwaczą zaniepokojone bądź ścigane. Bawolec stosuje też stolec jako sygnał węchowy i wzrokowy. Stada są głównie osiadłe, migrują tylko w razie niesprzyjających warunków, jak katastrofy naturalne. Jest to najmniej migrujący członek plemienia Alcelaphini (obejmującego też sasebi i gnu). Pije też najmniejsze ilości wody, cechując się również najniższym tempem metabolizmu spośród członków swego plemienia.

### Pasożytnictwo i choroby
U bawolca wykryto kilka pasożytów. Pasożyty te regularnie przemieszczają się pomiędzy bawolcami, gnu i gazelami. Bawolec może zachorować na gorączkę wschodniego wybrzeża Afryki wywoływaną przez Rhipicephalus evertsi i Theileria. Na południu Sahary do częstych pasożytów należą Loewioestrus variolosus, Gedoelstia cristata i G. hassleri. Dwa ostatnie mogą powodować tak poważne choroby, jak zapalenie mózgu. Jednak nie zawsze interakcje takie są szkodliwe – w głowie osobnika żyjącego w Zambii znaleziono 252 larw gzowatych nie powodujących mu żadnej szkody. Nicienie (jak Setaria labiatopapillosa), tasiemce, Paramphistomum również izolowano z bawolca. W 1931 bawolec rudy z Gobabis na południowym zachodzie Afryki zainfekował się długim, robakowatym pasożytem, którego nazwano na cześć odkrywcy, T. Meyera, Longistrongylus meyeri.

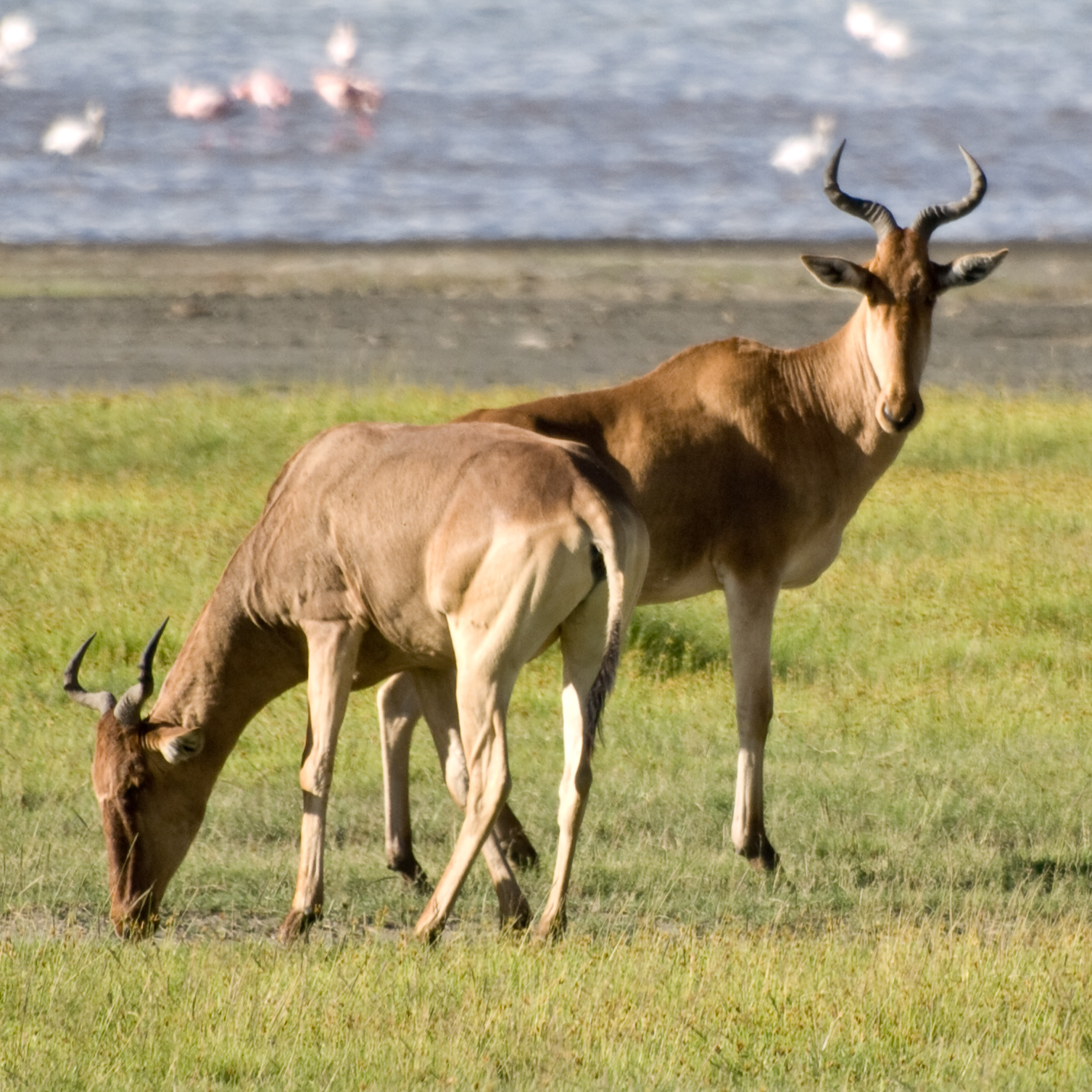
Bawolec pasie się głównie na trawach

### Pożywienie
Bawolec pasie się na niskiej roślinności, a jego dieta składa się głównie z traw. Badanie przeprowadzone w Nazinga Game Ranch na terenie Burkina Faso pokazało, że budowa czaszki bawolca ułatwia pobór i żucie silnie włóknistego pokarmu. Bawolec zjada znacznie mniej, niż inne Alcelaphini. Długi, wąski pysk pomaga mu w żywieniu się blaszkami liściowymi krótkich traw i odgryzanie liści traw z ich łodyg. W dodatku może czerpać związki odżywcze nawet z wysokich, starych traw. Adaptacje te umożliwiają zwierzęciu skuteczne odżywianie się podczas pory suchej, w czasie zazwyczaj trudnym dla trawożerców. W porównaniu z antylopowcem końskim bawolec lepiej zjada i żuje wieloletnie trawy w czasie najmniejszej dostępności pożywienia. Ta unikalna zdolność mogła pozwolić bawolcowi na osiągnięcie przewagi nad innymi zwierzętami w przeszłości, pozwalając mu na udaną radiację w Afryce.
Trawy stanowią ogólnie przynajmniej 80% pokarmu bawolca, natomiast ponad 95% w porze deszczowej, od października do maja. Jasminum kerstingii wchodzi w skład diety bawolca na początku pory deszczowej. Na przełomie pór żywi się on głównie źdźbłami traw. Bawolec potrafi trawić więcej pożywienia, niż sasebi masajski czy gnu. Na obszarach niezasobnych w wodę może przetrwać dzięki melonom, korzeniom i bulwom.
W badaniu selektywności doboru traw gnu, zebry i bawolca masajskiego ten ostatni wykazał się największą selektywnością. Wszystkie zwierzęta preferowały Themeda triandra nad Pennisetum mezianum i Digitaria macroblephara. Więcej gatunków traw służyło im za pokarm podczas pory suchej, niż w porze deszczowej.

## Rozmnażanie

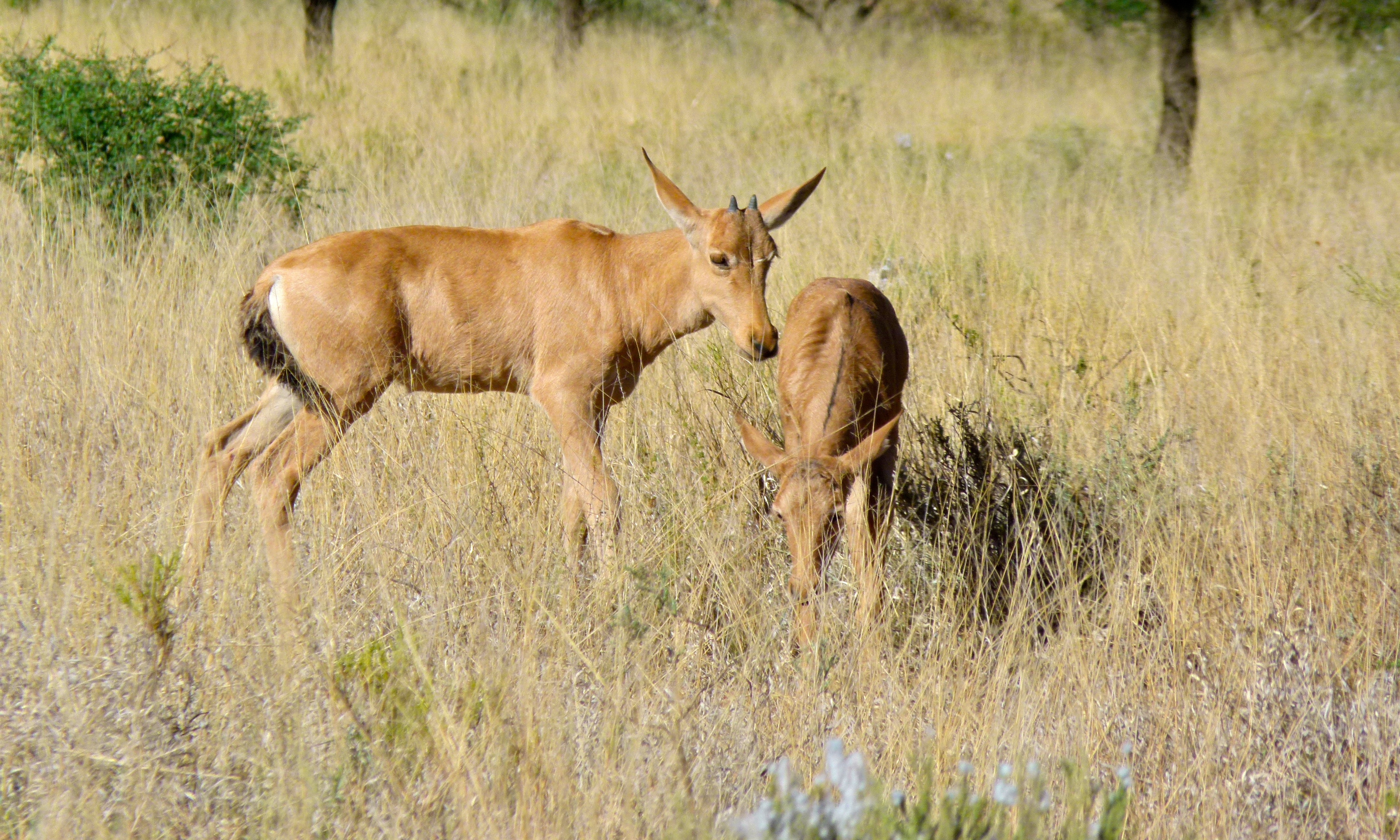
Dwa młode bawolce rude pośród traw

Bawolec rozmnaża się przez cały rok, występują jednak jeden bądź dwa szczyty (luty-marzec i lipiec-sierpień), na których obecność wpływa dostępność pokarmu. Czasem zdarza się jeszcze trzeci, mniejszy szczyt, pod koniec września. Te większe wiążą się z obfitymi opadami deszczu. Występowanie szczytów urodzeń pozwala zmniejszyć śmiertelność młodych spowodowaną drapieżnikami, niezdolnymi w pełni wykorzystać obfitości pokarmu. Osobniki obu płci osiągają dojrzałość płciową w wieku jednego-dwóch lat. Rozród zależy od podgatunków i czynników lokalnych. Szczyty porodów świadczą też o istnieniu szczytów pokryć, prawdopodobnie wyzwalanych przez suszę na przełomie czerwca i lipca oraz listopada i grudnia. Osobniki kojarzą się na terytoriach zajętych przez pojedyncze samce, w większości na terenach otwartych. Dominujący samiec podąża za wybranką i wącha narządy rozrodcze zewnętrzne samicy, sprawdzając, czy jest ona w rui. Czasami samica w rui lekko wyciąga ogon, sygnalizując swą gotowość przyjęcia go, a samiec stara się zagrodzić jej drogę. Może ona w końcu stanąć i pozwolić samcowi na krycie. Kopulacja zachodzi szybko i jest często powtarzana, czasami dwukrotnie i więcej razy na minutę. Każdy pojawiający się w tym czasie intruz jest przeganiany. W dużych stadach samice często łączą się z kilkoma samcami.
Ciąża trwa 8-9 miesięcy, jej średni czas jest różny u różnych podgatunków. U bawolca esowatorogiego trwa 237 dni, u rudego i zachodniego – 242 dni. W przypadku bawolca masajskiego szacunki mówią o 240 dniach. Po ciąży rodzi się pojedyncze cielę ważące około 9 kg. Szczyt narodzin przypada na porę suchą, młode rodzą się w gęstwinie, składającej się w przypadku bawolca masajskiego z krzewów Acacia drepanolobi bądź wysokich traw, niekiedy na zboczu, w przeciwieństwie do gnu przychodzących na świat na równinach. Nieoddalenie się samicy grozi atakami ze strony innych członków stada, przejawiających się bodzeniem. Foster zaobserwował na pośladkach młodych matek blizny po niedawnych ciosach rogami. Niekiedy stado nie chce pozostawić samicy i wtedy to ona bodzie inne osobniki. W końcu jednak samica pozostaje sama, a stado przemieszcza się dalej. Dystans do najbliższej samicy wynosi u bawolca masajskiego średnio 405 m (przedział od 20 do 1300 m), do terytorialnego samca zaś 170 m (dystans 30–500 m). Poród odbywać się może za dnia, inaczej niż u gnu. Obserwowano nieliczne rodzące samice. W czasie skurczów samica kładzie się na ziemi, po pewnym czasie wstaje, liżąc srom. Ogon trzyma poziomo, macha nim. Poród następuje na leżąco. Niekiedy rodząca samica wygina się w łuk, podnosi ramiona. Najpierw wydostają się kopyta. W końcu samica wstaje, kończąc poród noworodka, a jej gwałtowny ruch przerywa pępowinę. Po stanięciu na nogi położnica czyści swe młode, zlizując zeń błony płodowe i płyn owodniowy. Zjada pozostałości błon płodowych, konsumuje też zakrwawioną trawę. Po porodzie cielęcia w zróżnicowanym czasie odbywa się poród łożyska. Okres ten może zależeć od rozwoju noworodka. Niekiedy trwa tylko 20 minut, a niekiedy nie dochodzi do porodu łożyska przez ponad 80 minut po porodzie cielęcia. Zdarza się, że matka zjada je następnie (łożysko mogłoby bowiem przyciągnąć drapieżników).
W przypadku bawolca masajskiego cielę staje na nogi zaledwie pół godziny po porodzie, popychane nosem przez matkę, a niekiedy nawet gryzione. Gdy wstanie, matka wylizuje mu okolicę odbytu, pępowiny, a w przypadku samców również prącie. Zachowanie to stymuluje noworodka do oddania moczu i stolca. Nie zdarza się podczas karmienia. Samica wylizuje też nozdrza cielęcia. 10 minut po wstaniu młode zaczyna ssać sutek matki, poszukując go w różnych miejscach, z udami i ramionami matki włącznie, zwłaszcza w okolicach stawów. Ssąc, rytmicznie rusza głową i macha ogonem. Choć cielęta niedługo po porodzie potrafią się samodzielnie przemieszczać, zazwyczaj spoczywają w pobliżu swych matek, choć są też informacje, że spoczywają w gęstej roślinności, a bezpośredni kontakt z matką następuje tylko w czasie ssania. Zachowanie to rozwija się w pierwszych dwóch tygodniach życia, matka może przymuszać doń swe dziecko prychaniem. Matka spożywa mocz i kał potomka przez kilka pierwszych dni jego życia. Młode rozwija się szybko. Odstawienie następuje po czterech miesiącach, ale młode pozostają ze swymi matkami przez 2,5 roku, a więc dłużej, niż u innych Alcelaphini. Opiekująca się młodym, ponad półtorarocznym samcem matka często trzyma się z dala od stada, dzięki czemu unika on agresji ze strony dorosłych samców.
Umieralność młodych jest często wysoka, jako że muszą one sprostać agresji dorosłych, terytorialnych samców, które pozbawiają je pokarmu. Podczas susz zdarzało się, że samice nie mogły wykarmić swych dzieci. Polują nań także drapieżniki, głównie z rodzin psowatych i kotowatych. Zwierzęta te, szukając zdobyczy, posługują się głównie węchem. To dlatego cielęta bawolca nie mają rozwiniętych gruczołów przedoczodołowych ani międzypalcowych. W kamuflażu pomaga także jasnobrązowa barwa młodych, przypominająca kolor traw. Z drugiej strony obserwowany rozkład porodów w czasie wydaje się stanowić efekt presji ze strony drapieżników, takich jak krokuta cętkowana z hienowatych.
Cielę pozostaje z matką przez dwa i pół roku, a nawet dłużej, w przypadku, gdy cielę jest samicą. Okres między porodami wynosi 271 do 366 dni, średnio 326 dni, co po odliczeniu ciąży oznacza 86 dni przerwy między porodem i kolejną kopulacją.
Długość życia wynosi na wolności od 11 do 20 lat, w niewoli zaś do 19 lat.

## Siedlisko
Bawolec zamieszkuje suche sawanny, otwarte równiny i zadrzewione tereny trawiaste. Po opadzie deszczu często przemieszcza się na tereny bardziej suche. Wykazuje większą tolerancję zadrzewień, niż inne Alcelaphini, często występując na skraju terenów leśnych. Zgłaszano go na wysokościach do 4000 m nad poziomem morza na górze Kenia. Bawolec rudy znany jest z przemierzania dużych obszarów. Samice przemieszczają się po areałach mających 1000 km², samce natomiast po terytoriach 200 km². Samice żyjące w kenijskim Parku Narodowym Nairobi mają osobnicze areały między 3,7 a 5,5 km², niezwiązane szczególnie z żadną grupą samic. Średnie areały samic są na tyle duże, by obejmować od 20 do 30 terytoriów samców.

## Status i ochrona

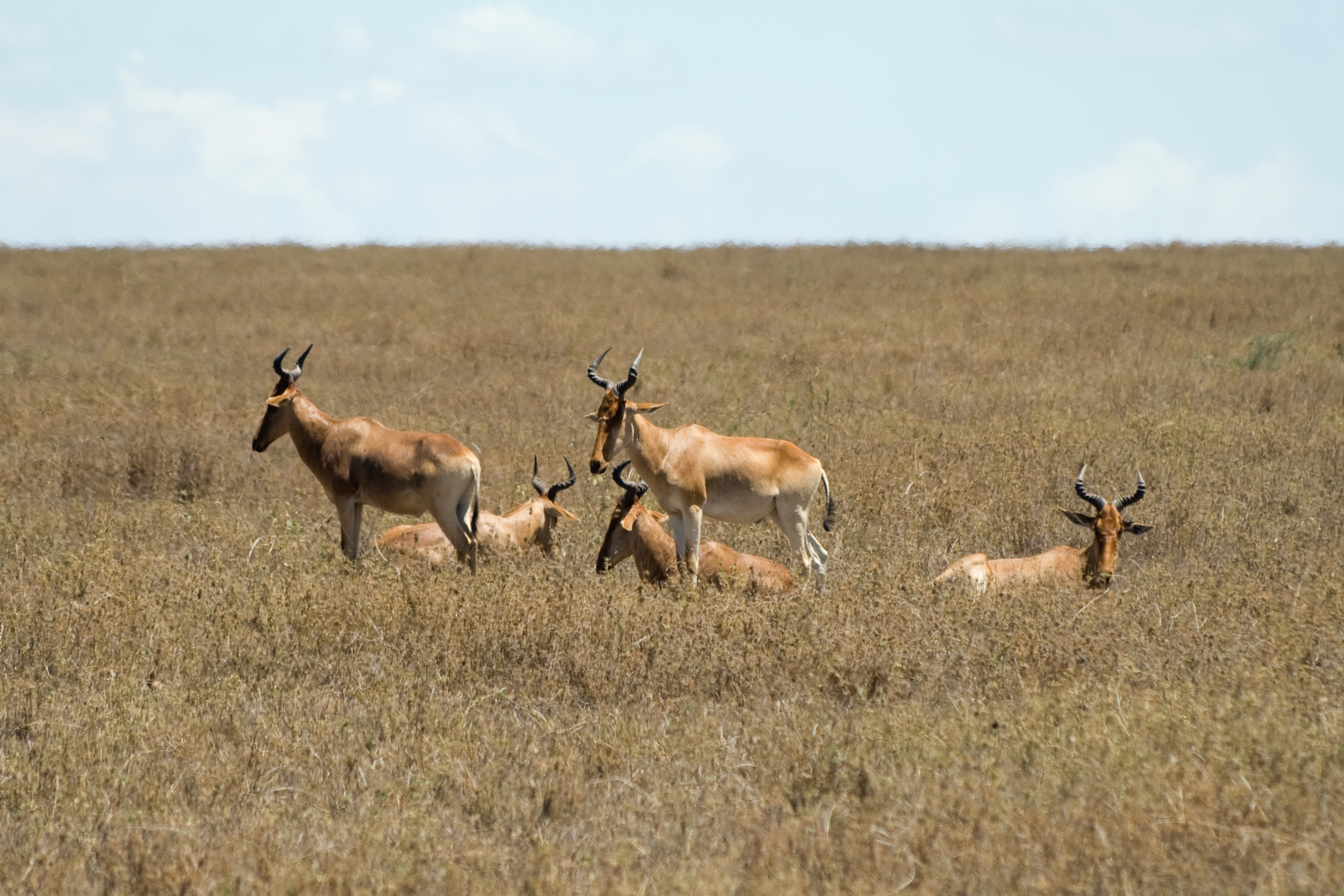
Bawolec masajski w tanzańskim Parku Narodowym Serengeti

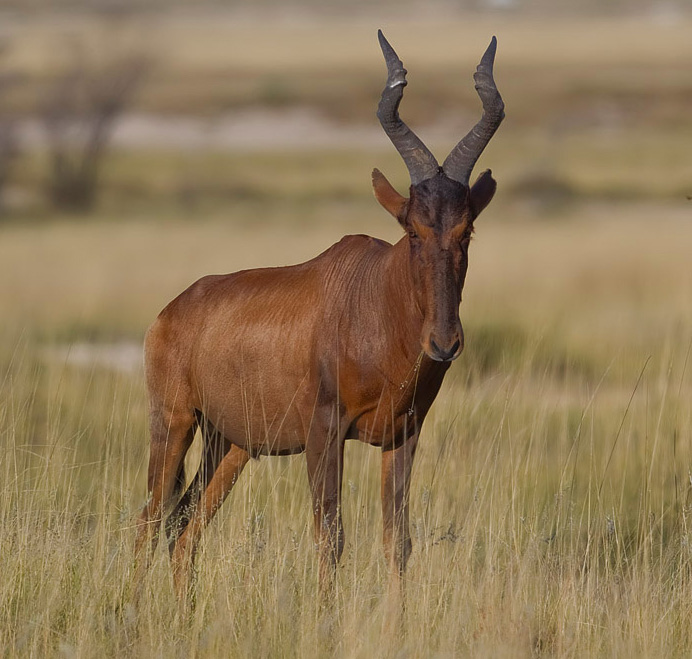
Bawoec rudy w namibijskim Parku Narodowym Etoszy

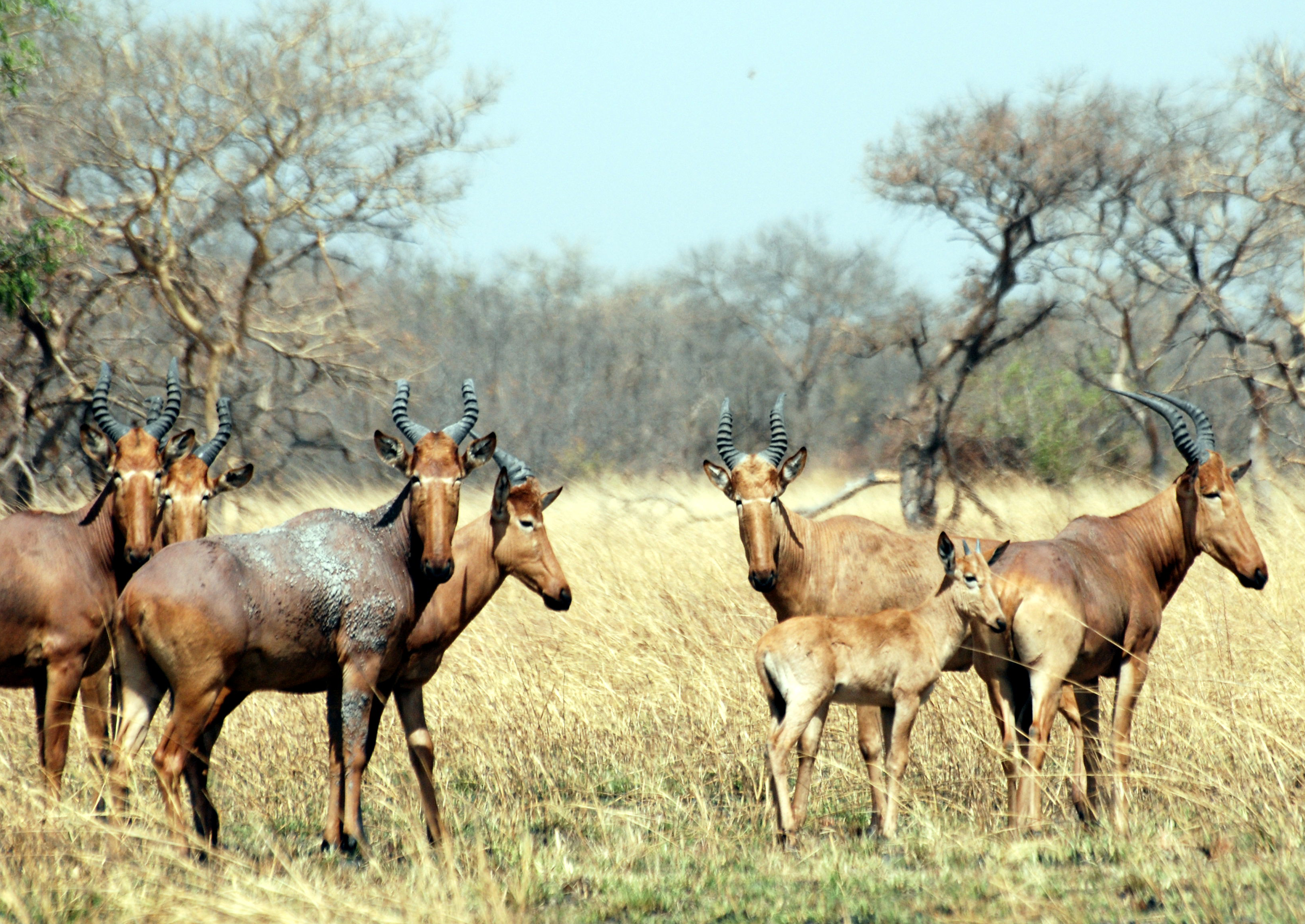
Bawolec zachodni w beninskim Parku Narodowym Pendjari

Każdy podgatunek bawolca ma odrębny status przypisany przez IUCN. Natomiast gatunek jako całość klasyfikowany jest jako gatunek najmniejszej troski (LC). Bawolec zniknął z terenów Algierii, Egiptu, Lesoto, Libii, Maroka, Somalii i Tunezji.
- Bawolec krowi został uznany za wymarły od 1994[45]. Niemiecki odkrywca Heinrich Barth w swej pracy z 1857 podaje broń palną i pojawienie się Europejczyków jako przyczyny spadku jego liczebności[98]. Wyginął w Tunezji pod koniec XIX wieku[99]. Ostatniego osobnika zastrzelono w Missour w Algierii w 1925[100]
- Bawolec masajski ma status gatunku najmniejszej troski. Znacznie wpłynęła nań dewastacja siedlisk. Obecnie około 42000 bawolców masajskich zamieszkuje tanzańskie Marę, Park Narodowy Serengeti i Park Narodowy Tarangire oraz kenijski Park Narodowy Tsavo East. Liczebność obniża się. 70% populacji zamieszkuje obszary chronione[101].
- Bawolec sawannowy figuruje jako zagrożony. Jego liczebność znacznie spadła od lat osiemdziesiątych XX wieku, kiedy liczyła powyżej 285 000 sztuk. Niegdyś zasięg jego występowania obejmował głównie Republikę Środkowoafrykańską, Etiopię, północny wschód Demokratycznej Republiki Konga i południe Sudanu[44]. Pozostało poniżej 70000 osobników[47]. Obecnie większość populacji spotykana jest w Czadzie w regionie Salamat i w Parku Narodowym Zakouma (populacja zamieszkująca ten park narodowy korzysta ze zwiększonej ochrony i od lat osiemdziesiątych XX wieku doświadcza wzrostu liczebności), w Parku Narodowym Manovo-Gounda St. Floris i Parku Narodowym Bamingui-Bangoran w Republice Środkowoafrykańskej, gdzie populacje się zmniejszają, w Rezerwacie Zwierzyny Rumanyika Orugundu i Rezerwacie Zwierzyny Ibanda w Tanzanii oraz w Parku Narodowym Murchison Falls w Ugandzie[44].
- Bawolec esowatorogi klasyfikowany jest jako najmniejszej troski. Pojawia się na takich chronionych obszarach, jak Rezerwat Zwierzyny Selous, a poza nimi na zachodzie Tanzanii i Zambii[51].
- Bawolec rudy również figuruje jako najmniejszej troski. Jest najszerzej rozpowszechniony. Liczba zwierząt rośnie po reintrodukcji na obszarach chronionych i prywatnych. Wyginął jednak w Lesoto od XX wieku[44]. Liczebność szacuje się na ponad 130 000 na 2008 rok[52], z czego większość zasiedla południe Afryki[97]. W Namibii największa populacja żyje w Parku Narodowym Etoszy. Reintrodukowana populacja rozwija się w rezerwacie Malolotja w Suazi i poza nim, natomiast liczebność w południowo-zachodniej Botswanie gwałtownie spada[44].
- Bawolec erytrejski jest krytycznie zagrożony. IUCn szacuje jego liczebność na poniżej 250 dorosłych osobników na 2008. Prawdopodobnie wyginął w Sudanie z powodu nadmiernych polowań i ekspansji rolnictwa, jednak niewielka liczba zwierząt mogła przetrwać w Erytrei i Etiopii[102]. Niepotwierdzone doniesienia mówią o spotkaniach bawolców erytrejskich przez lokalną ludność na południowy wschód od Parku Narodowego Dinder, skąd zniknęły przed 1960[44].
- Bawolec etiopski wymieniany jest jako zagrożony, ale bliski krytycznego zagrożenia. W 2008 całkowitą populację obliczano na poniżej 600 sztuk, z czego dorosłych osobników było 250. Ograniczony jest do czterech głównych obszarów chronionych: Senkele Wildlife Sanctuary, Parku Narodowego Nechisar, Parku Narodowego Auasz i Parku Narodowego Mazie[103]. W Senkele bawolec musi konkurować z trzodą gospodarską Oromów[49]. Badanie z Nechisar wskazało na znaczący wzrost liczebności trzody Oromów (wzrost o 49,9% i 56,5% w latach 2006 i 2010), nielegalną eksploatację zasobów i niszczenie siedlisk jako główne zagrożenia dla tamtejszego bawolca etiopskiego[104].
- Bawolec zachodni uznawany jest za bliski zagrożenia[105]. Zniknął z większości swego zasięgu występowania, w tym z sawann południowego zachodu i z Parku Narodowego Boucle du Baoulé w Mali, południowego zachodu Nigru, południowego Senegalu, Gambii, Wybrzeża Kości Słoniowej, Burkina Faso. Niewielkie populacje przetrwały w Parku Narodowym Bafing oraz na obszarze ograniczonym przez Bamako, Bougouni i Sikasso w Mali, w Rezerwacie Tamou w Nigrze, w Parku Narodowym Niokolo-Koba w Senegalu, w Parku Narodowym Komoé w Wybrzeżu Kości Słoniowej, lesie Diefoula i Nazinga Game Ranch w Burkinie Faso, w Parku Narodowym Pendjari w Beninie, w Parku Narodowym Bouba Njida, Parku Narodowym Bénoué i w Parku Narodowym Faro w Kamerunie[44].

## Relacje z człowiekiem
Bawolec stanowi popularną zwierzynę łowną i źródło trofeów, jako że rzuca się w oczy i jest łatwym celem polowań. Ślady rysunkowe i epigraficzne z Egiptu wskazują, że w paleolicie górnym Egipcjanie polowali na bawolce i udomawiali je. Bawolec stanowił dlań ważne źródło mięsa, jednak jego znaczenie ekonomiczne ustępowało znaczeniu gazel i innych gatunków pustynnych. Od początku neolitu polowania stawały się rzadsze i także szczątki bawolców z tego okresu historii Egiptu spotyka się coraz rzadziej, aż w końcu nie ma ich wcale – dziś bawolce nie żyją w Egipcie.
W badaniu efektów miejsca i płci na cechy tusz oszacowano średnią masę tuszy samca bawolca rudego na 79,3 kg, samicy zaś na 56 kg. Mięso zwierząt z regionu Qua-Qua cechuje się największą zawartością tłuszczów, wynoszącą 1,3%. Znaleziono też zaniedbywalne międzyosobnicze różnice w stężeniach kwasów tłuszczowych, aminokwasów i soli mineralnych. Mięso bawolca uznano za zdrowe. Stosunek wielonienasyconych kwasów tłuszczowych do nasyconych kwasów tłuszczowych wynosi 0,78, nieco więcej od rekomendowanej wartości 0,7